# Edme Tassy
 (août 2025).
La mise en forme du texte ne suit pas les recommandations de Wikipédia : il faut le « wikifier ».
Les points d'amélioration suivants sont les cas les plus fréquents :
- Les titres sont pré-formatés par le logiciel. Ils ne sont ni en capitales, ni en gras.
- Le texte ne doit pas être écrit en capitales (les noms de famille non plus), ni en gras, ni en italique, ni en « petit »…
- Le gras n'est utilisé que pour surligner le titre de l'article dans l'introduction, une seule fois.
- L'italique est rarement utilisé : mots en langue étrangère, titres d'œuvres, noms de bateaux, etc.
- Les citations ne sont pas en italique mais en corps de texte normal. Elles sont entourées par des guillemets français : « et ».
- Les listes à puces sont à éviter, des paragraphes rédigés étant largement préférés. Les tableaux sont à réserver à la présentation de données structurées (résultats, etc.).
- Les appels de note de bas de page (petits chiffres en exposant, introduits par l'outil «  Source ») sont à placer entre la fin de phrase et le point final[comme ça].
- Les liens internes (vers d'autres articles de Wikipédia) sont à choisir avec parcimonie. Créez des liens vers des articles approfondissant le sujet. Les termes génériques sans rapport avec le sujet sont à éviter, ainsi que les répétitions de liens vers un même terme.
- Les liens externes sont à placer uniquement dans une section « Liens externes », à la fin de l'article. Ces liens sont à choisir avec parcimonie suivant les règles définies. Si un lien sert de source à l'article, son insertion dans le texte est à faire par les notes de bas de page.
- La présentation des références doit suivre les conventions bibliographiques. Il est recommandé d'utiliser les modèles {{Ouvrage}}, {{Chapitre}}, {{Article}}, {{Lien web}} et/ou {{Bibliographie}}. Le mode d'édition visuel peut mettre en forme automatiquement les références.
- Insérer une infobox (cadre d'informations à droite) n'est pas obligatoire pour parachever la mise en page.

Pour une aide détaillée, merci de consulter Aide:Wikification.
Si vous pensez que ces points ont été résolus, vous pouvez retirer ce bandeau et améliorer la mise en forme d'un autre article.
Edme Joseph Tassy est un intellectuel français né le 17 mai 1876 à Toulouse et décédé en 1930. Il est principalement connu pour son ouvrage La philosophie constructive, publié en 1921 aux Éditions Chiron. 

## Pensée
La pensée d'Edme Tassy vise à dépasser à la fois l’idéalisme et le positivisme d’Auguste Comte, en fondant la connaissance sur une analyse empirique du fonctionnement du cerveau. Selon lui, « toute question scientifique, prise à son extrême origine, est étroitement liée à un problème neurologique » (La philosophie constructive, p.313).
Critiquant la philosophie transcendantale d’Emmanuel Kant, Tassy propose de comprendre comment les faits sont construits par notre système nerveux, à partir des données sensorielles. Il cherche ainsi à réconcilier science et philosophie, en s’appuyant sur les mathématiques constructives et une « psychologie constructive ».

## Vie privée
Il a épousé en 1905 l'artiste peintre Irma de Kellenbach. 
Il a fréquenté la villa Les Lauriers Roses de la ville de La Garde (Var), aux côtés des célébrités locales de l'époque. 

## Publications
- L'Activité psychique  : les réactions centrales dans les phénomènes cérébraux, Edme Tassy, Paris, Félix Alcan, 1925
- La cohésion des forces intellectuelles, Edme Tassy, Pierre Léris, Paris, Gauthier-Villars , 1922
- La Philosophie constructive : L'Orientation de la pensée moderne. Le Passage du positivisme au constructivisme. Les Méthodes constructives et l'avenir des sciences. La Constructivité mentale et sociale et l'avenir de l'intelligence. L'Esprit constructif et le pouvoir de cérébration consciente, Edme Tassy, Paris, Étienne Chiron, 1921
- Les Ressources du travail intellectuel en France, par Edme Tassy et Pierre Léris, Paris, Gauthier-Villars et cie, 1921
- Le sursinge, Edme Tassy, Paris : Bibliothèque internationale d'édition E. Sansot et Cie, 1913
- Le travail d'idéation : hypothèses sur les réactions centrales dans les phénomènes mentaux, Edme Tassy, Paris, Félix Alcan, 1911